# Arborea
Arborea es una pequeña ciudad de la isla de Cerdeña, en Italia, perteneciente a la provincia de Oristán (u Oristano en italiano).

## Historia
La ciudad es fundada en 1928 por el fascismo italiano, como parte de una política de saneamiento de la región y del desecado del estanque de Sassu, y su primer nombre fue Mussolinia di Sardegna, en honor a Benito Mussolini. En 1943, a la caída del fascismo, adquiere su nombre actual, en honor de los jueces de Arborea

## Evolución demográfica
| Gráfica de evolución demográfica de Arborea entre 1861 y 2001 |
|                                                               |
| Fuente ISTAT - elaboración gráfica de Wikipedia               |

- Datos: Q382568
- Multimedia: Arborea / Q382568

1. ↑  Worldpostalcodes.org, código postal n.º 09092.
2. ↑  «Codici Catastali». Comuni-italiani.it (en italiano). Consultado el 29 de abril de 2017.